# Annie Au
Annie Au Wing-chi (chinesisch 歐詠芝 / 欧咏芝, Pinyin Ōu Yǒngzhī, Jyutping Au1 Wing6zi1, kantonesisch Au Wing-chi; * 9. Februar 1989 in Hongkong) ist eine ehemalige chinesische Squashspielerin aus Hongkong.

## Karriere
Annie Au begann ihre professionelle Karriere in der Saison 2004 und gewann 17 Titel auf der WSA World Tour. Ihre höchste Platzierung in der Weltrangliste erreichte sie mit Position sechs im Mai 2012. Bei den Asienspielen 2010 gewann sie im Einzel nach einer Finalniederlage gegen die Malaysierin Nicol David die Silbermedaille. Mit der Hongkonger Mannschaft gewann sie in der Mannschaftswertung eine weitere Silbermedaille. Mit dieser wurde sie zudem im selben Jahr und nochmals 2018 Asienmeister. Im Einzel wurde Annie Au im Jahr 2013 ebenfalls Asienmeister. 2014 gewann sie bei den Asienspielen die Bronzemedaillen im Einzel und mit der Mannschaft. Bei den Asienspielen 2018 gewann sie mit der Mannschaft die Goldmedaille. Mit der Hongkonger Nationalmannschaft nahm sie 2004, 2006, 2008, 2012, 2014, 2016 und 2018 an der Weltmeisterschaft teil. Zwischen 2009 und 2018 wurde sie siebenmal Hongkonger Meister. Im März 2020 beendete sie ihre Karriere.
Annie Aus jüngerer Bruder Leo Au war ebenfalls Squashprofi.

## Erfolge
- Asienmeister: 2013
- Asienmeister mit der Mannschaft: 2010, 2018
- Gewonnene PSA-Titel: 17
- Asienspiele: 1 × Gold (Mannschaft 2018), 2 × Silber (Einzel und Mannschaft 2010), 2 × Bronze (Einzel und Mannschaft 2014)
- Hongkonger Meister: 7 Titel (2009, 2011, 2012, 2015–2018)